# Петростат
Петроста́т — Управление Федеральной службы государственной статистики по Санкт-Петербургу и Ленинградской области, осуществляет государственный статистический учёт на территории Санкт-Петербурга и Ленинградской области. Проводит сбор информации по 247 формам, располагает сводной ведомственной информацией.
Петростат представлен отделами государственной статистики в 8 административных районах.
В каталоге официальных статистических изданий Петростата представлено 133 наименования, в том числе 23 сборника, 4 буклета, 5 докладов, 24 бюллетени, 104 экспресс-информации.
В статистическом регистре Росстата на 01.01. 2016 года учтено 375,0 тыс. единиц субъектов экономики по Санкт-Петербургу и 38,3 тысячи — по Ленинградской области.
Большинство изданий доступны на сайте бесплатно. Однако часть экономико-статистической информации Петростат предоставляет за деньги.